# Allée de la Garance
L'allée de la Garance est une voie du 19e arrondissement de Paris, en France.

## Situation et accès
L'allée de la Garance est une voie privée située dans le 19e arrondissement de Paris. Elle débute au 195, avenue Jean-Jaurès et se termine au 8, rue Edgar-Varèse.

## Origine du nom
Le nom de la voie rappelle la culture de la garance, plante dont les racines servaient à colorer de rouge les textiles au XVIIIe siècle, qui fut cultivée sur les terres de La Villette et utilisée par la manufacture de rubans et de galons implantée à cet endroit en 1739.

## Historique
La voie est créée dans le cadre de l'aménagement du parc de la Villette, secteur Villette Sud, sous le nom provisoire de « voie CK/19 » et prend sa dénomination actuelle par un arrêté municipal du 30 janvier 2004. 